# Santa Cecilia, Misantla
Santa Cecilia är en ort i Mexiko.   Den ligger i kommunen Misantla och delstaten Veracruz, i den sydöstra delen av landet, 240 km öster om huvudstaden Mexico City. Santa Cecilia ligger 64 meter över havet och antalet invånare är 112.
Terrängen runt Santa Cecilia är kuperad åt sydost, men åt nordväst är den platt. Runt Santa Cecilia är det ganska tätbefolkat, med 144 invånare per kvadratkilometer. Närmaste större samhälle är Martínez de la Torre, 17,7 km väster om Santa Cecilia. Omgivningarna runt Santa Cecilia är en mosaik av jordbruksmark och naturlig växtlighet.